# Troxacitabina
Troxacitabina (nome comercial Troxatila) é um análogo de nucleosídeo com atividade anticâncer. Seu uso está sendo estudado em pacientes com transtornos linfoproliferativos refratárias.